# Robert Kidiaba
Robert Kidiaba (Lubumbashi, 1 februari 1976) is een Congolese voetbaldoelman. 
Kidiaba, die in de jeugd begon als veldspeler, debuteerde in 1995 voor AS Saint-Luc. In 2000 stapte hij over naar TP Mazembe waarmee hij negen keer landskampioen werd, driemaal de Congolese Supercup won, driemaal de CAF Champions League won en eenmaal zowel de CAF Confederation Cup als de CAF Supercup. In 2010 verloor hij met zijn club de finale van de FIFA Club World Cup. 
Hij speelde 61 wedstrijden voor het Congolees voetbalelftal waarmee hij deelnam aan het Afrikaans kampioenschap voetbal 2004, 2013 en 2015 (derde plaats).